# Nordsøolie
Nordsøolie er en samlet betegnelse for forekomster af kulbrinter (olie og gas) under Nordsøens bund. De første oliefelter i Nordsøen blev opdaget i begyndelsen af 1960'erne, og siden da har alle lande rundt om Nordsøen iværksat indvinding af de værdifulde råstoffer. Produktionen af olie toppede i 1999 med en dagsproduktion på over 1 mio m3, mens dagsproduktionen af gas nogle år senere nåede tæt på 1 mia m3. Siden da har produktionen været jævnt aftagende.
Nordsøens olie- og gasfelter udgør på verdensplan de største fund af kulbrinter siden Anden Verdenskrig. Dog ville Nordsøens reserver kun kunne dække verdens samlede forbrug i tre år. Nordsøen rummer størstedelen af Europas olie- og gasreserver og hører blandt de største producenter af olie uden for OPEC.
Nordsøolien har haft afgørende betydning for nationaløkonomi, energiforsyning og beskæftigelse i de berørte lande. Dette gælder især Norge og Storbritannien, men også Nederlandene og Danmark og i mindre grad Tyskland har nydt godt af forekomsterne.
I januar 2015 var Nordsøen verdens mest aktive område mht. offshore-boringer med 173 aktive borerigge. I maj 2016 havde faldende oliepriser efterhånden gjort kulbrinteindvinding i Nordsøen til en økonomisk anstrengt forretning.
Som led i den grønne omstilling vedtog det danske Folketing i december 2020 at indstille al indvinding af olie og gas i dansk nordsø i 2050.

## Geologi
Tilstedeværelsen af kulbrinter i Nordsøen er betinget af, at Nordsøen gennem de seneste 300 mio år har udgjort et bassin, hvori en række forskellige lag er aflejret.

### Dannelse af kulbrinter
Visse lag under Nordsøen har et stort organisk indhold og dermed potentiale for dannelse af kulbrinter (kildebjergarter), andre er så permeable, at de dannede kulbrinter har kunnet samle sig her (reservoirbjergarter), og endelig er nogle så impermeable, at kulbrinterne ikke er steget helt op i havbunden og forsvundet, men er blevet fanget nede i dybet (seglbjergarter). Et område hvor alle disse tre slags lag forekommer, kaldes inden for oliegeologi for et play, som altså er et område med potentiale for olieindvinding. For at kulbrinteforekomster kan dannes, skal disse betingelser skal være opfyldt, jf tegningen til venstre:
- der skal være en god kildebjergart,
- kildebjergarten skal være sunket ned til en dybde, hvor det organiske indhold i såkaldte kulbrintekøkkener kan omdannes til kulbrinter, og den skal være begravet af tykke, overliggende lag,
- der skal være en god reservoirbjergart, som olie og gas kan vandre ind i, og den skal derfor helst ligge over kildebjergarten (men kan godt ved skrånende lag ligge under),
- der skal være en fælde, hvor olie og gas kan samles i reservoirbjergarten - det kan være en bule i laget over en saltstruktur eller en forkastning,
- der skal være et segl over reservoiret, så olien eller gassen ikke siver ud.[9]

Hvis kildebjergarten er sunket så dybt, at temperaturen når over 60° C, begynder kulbrinterne at udskilles fra det organiske stof, og denne proces foregår optimalt ved 120°-140° C. Når temperaturen når over 160° C, dannes i stedet gas. Det ideelle temperaturinterval mellem 60° og 160° C, kaldet olievinduet, ligger typisk i Nordsøen omkring 2-5 km dybde, og dette forklarer, hvorfor de fleste felter ligger inden for riftsystemerne, for det er kun her, kildebjergarterne er nået dybt nok ned.

### Den karbone gasprovins
Den stratigrafiske søjle til venstre viser ti vigtige trin i dannelsen af nordsøolien. Nederst (og tidligst) blev der i Karbon-periodens udstrakte sumpskove dannet tykke kullag (1). Kullene blev i den efterfølgende varme og tørre Perm-periode dækket med permeabel ørkensand (2). Senere, i Zechstein, oversvømmede havet ørkenen, og det tørre og varme klima førte til at der udfældedes tykke, impermeable saltlag på bunden af havet (3), oven på ørkensandet. Herved var de geologiske forudsætninger til stede for dannelsen af de karbone gasfelter i den sydlige Nordsø.

### Den jurassiske riftprovins
I slutningen af Trias bredte Tethys-havet mod syd sig ind over det meste af Nordeuropa og Nordsøen, og langs dette havs kyster dannedes i Mellem Jura store deltasletter med tykke sandlag (4), som er en vigtig reservoirbjergart. I Sen Jura begyndte den nordamerikanske tektoniske plade at glide bort fra den europæiske, hvorved Atlanterhavet begyndte at dannes. I forbindelse med denne strækning af jordskorpen opstod der ned gennem Nordsøen en riftzone, hvor der anlagdes tre store gravsænkninger (5), Viking Graben og det tilknyttede East Shetland Basin mod nord, Central Graben mod syd og Moray Firth mod vest, som mødes i området ca 200 km øst for Aberdeen på Skotlands østkyst. I gravsænkningerne blev der aflejret tykke skiferlag med et stort indhold af marine alger, og disse lag (6), kaldet Kimmerige Clay, er Nordsøens vigtigste kildebjergart. I de lavvandede områder langs med gravsænkningerne aflejredes der sandlag, som fungerer som reservoirbjergart. Lejlighedsvist, fx i forbindelse med jordskælv, kunne disse sandlag blive så ustabile, at de som store undersøiske jordskred, turbiditter, førtes ud i gravsænkningen og lagde sig som permeable sandlag oven på de organiske skiferlag (7).
I løbet af Kridt-perioden blev aflejringerne i Nordsø-bassinet efterhånden domineret af kalk, i den centrale del i form af skrivekridt (8), som længere mod nord afløstes af mergel og skifer. Selvom skrivekridt er meget finkornet, er det samtidig forholdsvis porøst, og dermed potentielt en reservoirbjergart. Saltlagene fra Zechstein begyndte i Sen Jura i forbindelse med den tektoniske aktivitet at samles i søjleformede strukturer, saltdiapirer, som pressede de overliggende lag opad, og skrivekridtlagene blev herved gennemsat af en mængde sprækker, som gør lagene væsentlig mere permeable.
Ved overgangen fra Kridt til Palæogen bevirkede den pladetektoniske spredning af Atlanterhavet, at den nordlige del af Storbritannien blev hævet op, og den efterfølgende nedbrydning og forvitring af disse markante landområder førte til aflejring i Nordsøen af sand af Paleocæn og Eocæn alder (9). Senere bredte havet sig i området, hvorved havdybden øgedes, og der aflejredes nu lag af meget finkornet, impermeabel plastisk ler, som kom til at virke som seglbjergart for mange af kulbrinteforekomsterne i den centrale og nordlige Nordsø.
I Neogen tog indsynkningen af Nordsø-bassinet til, og kildebjergarterne kom nu ned på så store dybder, at temperaturen kunne stige til 100-150° C, hvorved olie- og gasdannelsen gik i gang (10). Selvom kildebjergarten Kimmeridge Clay er omkring 140 mio år gammel, er det meste af nordsøolien herfra dannet inden for de seneste 10 mio år, og olie- og gasdannelsen foregår stadig i dag.

## Vigtige fund
De første fund af nordsøolie blev gjort i landområderne omkring Nordsøen. Allerede i 1850-erne fandt man olie ved Wietze nær Hannover, og i 1910 fandt man gas i en boring ved Hamburg. I England fandt selskabet BP i slutningen af 1930-erne flere steder i East Midlands forekomster af olie og gas. Der var tale om mindre forekomster, idet Wietze-feltet nåede en dagsproduktion på 8.400 tønder, mens de engelske felter nåede op på 2.500 tønder om dagen.
Også i Nederlandene blev der gjort små fund af olie i tiden omkring Anden Verdenskrig, men det var først med Slochteren-1 boringen ved Groningen i 1959, at et stort fund af kulbrinter blev gjort, i form af gas i et sandstensreservoir fra Perm. Dette er Europas største og et af verdens største gasfelter, som oprindeligt indeholdt 2.800 km3 gas. Det store reservoir fortsætter ud under Nordsøen, og olieselskaberne begyndte derfor at interessere sig for indvinding til havs. Der var imidlertid endnu ikke foretaget nogen opdeling af Nordsøen i økonomiske zoner, og først da FNs Havretskonvention for Nordsøen trådte i kraft i 1964 blev det attraktivt at investere i efterforskning og indvinding til havs.
Resultaterne lod ikke vente længe på sig. I september 1965 fandt man gas i West Sole feltet ud for Norfolk, i december samme år fandt man Viking gasfeltet, og året efter gasfelterne Leman Bank, Indefatigable og Hewett. Alle disse fund var gjort i sandsten fra Perm og Trias i den karbone gasprovins i den sydlige del af Nordsøen, og det var i første omgang her man rettede opmærksomheden hen. Små fund af olie i den danske del af Nordsøen, Anne i 1966 samt Roar og Tyra i 1968, fik dog olieselskaberne til også at interessere sig for den centrale del af Nordsøen, og her fandt man i december 1969 et kæmpemæssigt oliefelt, det norske Ekofisk. Man var nu klar over, der også fandtes betydelige kulbrinteforekomster i skrivekridt-reservoirer, og i 1971 fulgte fundet af det danske Dan-felt. I mellemtiden havde briterne i 1970 fundet olie i Montrose-feltet og det kæmpemæssige Forties-felt ca. 200 km øst for Aberdeen, begge felter i paleocæne sand-reservoirer.
I 1971 fulgte det måske mest skelsættende fund, nemlig Brent-feltet i East Shetland-bassinet nordøst for Shetlandsøerne. Hidtil havde man ikke formodet, der kunne være reservoirer dybere end skrivekridtet, men i denne boring fandt man en serie på mere end 200 m sandsten fra Jura, som var fyldt med olie. I løbet af få år blev der fundet en række felter i denne reservoirtype, således de norske felter Statfjord, Oseberg, Snorre og Gullfaks og de engelske Brent, Beryl, Cormorant, Lyell og Ninian. Også de danske felter Harald og Lulita er af denne type. Brent-råolien er af en forholdsvis let, svovlfattig type, som er nem at forarbejde, og olie fra Brent og lignende felter er blevet en international prisstandard ved oliehandel, såkaldt Brent Crude.
I 1976 fandt briterne Beatrice-feltet, i Jura-sandsten i Moray Firth-bassinet. I 1978 fandt nordmændene Gullfaks-feltet, og året efter felterne Snorre, Oseberg og Troll, som alle var meget store fund. I sommeren 2001 gjorde briterne et stort fund ud for Skotland, i form af Buzzard-feltet, med forventede reserver på 64 mio m3 (400 mio tønder) olie og en dagsproduktion på omkring 30.000 m3. I 2010 fandt nordmændene Johan Sverdrup-feltet med reserver på mellem 1,7 og 3,3 mia tønder olie, og en forventet dagsproduktion fra 2018 på op til 200.000 tønder om dagen.
Der er over 100 felter, men det meste af olien produceres fra nogle få felter:
| Felt      | Sektor         | Opdaget | Produktions- start | Oprindelige reserver (mia tønder) | Max produktion (tønder pr dag) |
| --------- | -------------- | ------- | ------------------ | --------------------------------- | ------------------------------ |
| Statfjord | Norge          | 1974    | 1979               | 4,5                               | 740.000                        |
| Ekofisk   | Norge          | 1969    | 1971               | 3,8                               | 300.000                        |
| Oseberg   | Norge          | 1979    | 1988               | 2,8                               | 500.000                        |
| Forties   | Storbritannien | 1970    | 1975               | 2,7                               | 520.000                        |
| Brent     | Storbritannien | 1971    | 1976               | 2,4                               | 440.000                        |
| Gullfaks  | Norge          | 1978    | 1986               | 2,3                               | 530.000                        |
| Snorre    | Norge          | 1979    | 1992               | 1,4                               | 360.000                        |
| Ninian    | Storbritannien | 1974    | 1978               | 1,2                               | 300.000                        |
| Valhall   | Norge          | 1975    | 1982               | 0,9                               | 168.000                        |
| Dan       | Danmark        | 1971    | 1972               | 0,6                               | -                              |
| Buzzard   | Storbritannien | 2001    | 2006               | 0,5                               | 180.000                        |

Blandt store gasfelter kan nævnes:
| Felt          | Sektor         | Opdaget | Produktions- start | Oprindelige reserver (km3) |
| ------------- | -------------- | ------- | ------------------ | -------------------------- |
| Groningen     | Nederlandene   | 1959    | 1963               | 2800                       |
| Troll         | Norge          | 1979    | 1995               | 615                        |
| Leman         | Storbritannien | 1966    | 1968               | 292                        |
| Ekofisk       | Norge          | 1969    | 1971               | 155                        |
| Indefatigable | Storbritannien | 1966    | 1971               | 125                        |
| Sleipner      | Norge          | 1974    | ?                  | 120                        |
| Frigg         | Norge          | 1971    | 1978               | 115                        |
| Hewett        | Storbritannien | 1966    | 1969               | 97                         |
| Bruce         | Storbritannien | 1974    | 1993               | 90                         |
| Britannia     | Storbritannien | 1975    | 1988               | 85                         |
| Frigg         | Storbritannien | 1971    | 1978               | 75                         |
| West Sole     | Storbritannien | 1965    | 1967               | 61                         |
| Tyra          | Danmark        | 1968    | 1984               | 35                         |

Til sammenligning har verdens største oliefelt, det saudiarabiske Ghawar-felt, en dagsproduktion på 3,8 mio. tønder olie og 57 mio. m3 naturgas. Det anslås, at dette enorme felt, opdaget i 1948 og med indvinding påbegyndt tre år senere, oprindeligt rummede 170 mia. tønder olie, svarende til 27 km3, hvoraf mere end 10 km3 nu er indvundet.

### Enheder
Ved angivelse af rumfang og brændværdi for råolie og naturgas bruges en række forskellige enheder:
| Enhed               | Forkortelse | Definition                        |
| ------------------- | ----------- | --------------------------------- |
| Tønde (barrel)      | bbl         | 159,98 liter                      |
| Kubikmeter          | m3          | 6,29 tønder eller 35,315 kubikfod |
| Ton                 | t           | 7,49 tønder                       |
| Kubikfod            | ft3         | 0,02832 m3                        |
| Kubikkilometer      | km3         | 1 milliard m3 eller 109 m3        |
| Normal kubikmeter   | Nm3         | ved 0 °C og 1,01325 bar           |
| Standard kubikmeter | Sm3         | ved 15 °C og 1,01325 bar          |

På norsk bruges betegnelsen fat (fad) synonymt med tønde.[kilde mangler]
| Enhed                | Forkortelse | Definition             |
| -------------------- | ----------- | ---------------------- |
| Tønde olieækvivalent | boe         | 6,12 GJ eller 1,70 MWh |
| Gigajoule            | GJ          | 0,163 boe              |
| Megawatttime         | MWh         | 0,588 boe              |

Olieækvivalent (med enheden mio Sm3) bruges også som betegnelse for et områdes samlede kulbrinteforekomster eller -produktion, taget som summen af oliemængden (i mio. Sm3), gasmængden (i mia. Sm3) og kondensatmængden (i mio. Sm3).

## Teknologisk udvikling
De store økonomiske interesser i nordsøolien har i kombination med komplicerede indvindingsforhold i et havområde, hvor der ofte er dårligt vejr, ført til en voldsom teknologisk udvikling inden for mange grene af kulbrinteindustrien.

### Seismiske undersøgelser
Det er alt for dyrt og usikkert at lede efter oliefelter ved at lave boringer på må og få i et område. I stedet indleder man efterforskningen med seismiske undersøgelser. Ved at sende lydbølger ned gennem lagene under havbunden kan man få tegnet et billede, et seismisk profil, som viser placeringen af reflektorer, dvs. horisonter eller laggrænser, hvor lyden kastes tilbage mod overfladen. Ud fra de optegnede profiler udføres der en tolkning af strukturer og lag i undergrunden, som bruges til at udvælge en placering for en efterforskningsboring. Dybdeskalaen på et seismisk profil er ikke i meter, men i sekunder, nemlig lydbølgens rejsetid gennem lagene, og man skal derfor kende de undersøgte lags lydhastigheder for at kunne dybdekonvertere, eller migrere, det oprindelige profil til et profil med dybder i meter.
Til havs udføres en seismisk undersøgelse fra et skib, som sejler i et net af parallelle linjer, typisk i to retninger, så man få krydspunkter, hvor seismiske data kan sammenlignes. Lyden udsendes fra en lydkilde lige bag skibet, og de reflekterede bølger opfanges af en såkaldt streamer, et system af hydrofoner, fintfølende mikrofoner som slæbes efter skibet. Frem til slutningen af 1960-erne brugte man dynamit som lydkilde, hvilket var effektivt, men ikke helt ufarligt og desuden skadeligt for fiskebestandene. Man gik derfor over til at bruge airguns, hvor komprimeret luft udløser en lydbølge. Efterhånden udviklede man systemer med flere airguns, hvorved lydbølgens energi kan rettes nedad, så gennemtrængningen gennem lagene forbedres. I begyndelsen var streamerne omkring 1 km lange, men nu bruges op til 12 km lange streamere, hvorved datakvaliteten forbedres.
Frem til begyndelsen af 1980-erne udførtes seismisk tolkning i hånden ved, at man på de udtegnede seismiske profiler med farveblyanter indtegnede reflektorerne. Computernes stærkt forøgede regnekraft betød, at man nu kunne lave programmer som kunne udføre tolkningen, inklusive dybdekonverteringen. De kraftige computere gjorde det desuden fra midten af 1990-erne muligt at bygge mere komplekse streamere med op til 68 hydrofoner, så at man kunne erstatte det oprindelige todimensionelle seismiske profil med 3D-seismik. Her kan man bygge virtuelle tredimensionelle modeller af undergrunden, som kan vendes og drejes, og gennemskæres efter behov.
Seismiske undersøgelser bruges også, i kombination med boringer og CPT-forsøg, som forberedelse til installation af borerigge eller produktionsplatforme på havbunden. Når disse meget tunge genstande skal stilles på havbunden er der risiko for, at havbundslagene ikke har tilstrækkelig bæreevne, hvorved installationerne kan sætte sig eller ligefrem havarere. Forud for installationen udføres derfor undersøgelser til klarlæggelse af de geologiske og geotekniske forhold.

### Boreteknik
Den grundlæggende boreteknik har ikke ændret sig synderligt siden 1960-erne, se tegning til venstre. Man borer vha. et boretårn (14), hvor borestammen (16 og 25) er ophængt i en taljeblok (11), som vha. et trissekabel (12) kan hæves og sænkes. Borestammen bringes til at rotere på roterbordet (20), hvorved borekronen (26) kan skære sig ned gennem lagene. Det friskårne materiale, kaldet cuttings, løftes op til overfladen vha. boremudder. Dette er en tyk specialblandet væske med høj densitet, som vha. en pumpe (4) føres fra et reservoir (1) gennem slanger (3, 6, 8, 9, 10) og ned gennem den hule borestamme. Nede ved borekronen spuler boremudderet cuttings med sig op langs ydersiden af borestammen (28) og op til et filter (2), hvor cuttings skilles fra mudderet, som så genanvendes. Når taljeblokken er nået ned til roterbordet, skilles borestammen ad og en ny længde borerør tages fra et depot (16) og skrues på øverst. Hvis man rammer lag med forhøjet poretryk, fx olie eller gas, men også porevand, kan væsken skyde op gennem borestammen og fremkalde et blowout, hvor olie eller gas ukontrolleret står som et springvand ud af boreriggen, med fare for forurening, brand, eksplosion og tab af materiel og menneskeliv. Boreriggen er derfor forsynet med en blowout preventer (23 og 24), en ventil som i givet fald kan lukke af for strømmen. I april 1977 skete der et sådant blowout på Ekofisk Bravo-platformen, hvorved i størrelsesordenen 100.000 tønder olie flød ud i havet. Uheldet skyldtes en defekt ventil.
Normalt udføres boringer, som beskrevet ovenfor, som skylleboringer, hvor det friborede cutting-materiale foreligger som små stumper op til cm-størrelse. Ved efterforskningsboringer er det af og ønskeligt at tage kerneprøver, hvor man friborer en intakt cylinder af fjeldmateriale, som så kan bruges til detaljerede petrografiske analyser. Kerneprøvetagning er tidkrævende og bekosteligt, og der er udviklet teknikker til at optimere prøvetagningen, fx ved at bore prøver ud af borevæggens sider.
Ved skylleboring er det kun muligt at optegne de gennemborede lag ud fra beskrivelse af de cuttings, som på boreriggen frasorteres boremudderet, og dybden som prøvematerialet stammer fra må beregnes ud fra prøvetagningstidspunktet og boremudderets strømningshastighed op gennem borestammen, ofte en strækning på flere km. En nøjagtigere optegning af lagene fås vha geofysiske logs, hvor måleudstyr sænkes ned i borehullet og måler borehulsvæggens fysiske egenskaber. Oprindeligt målte man især gammastråling (bruges til at skille ler og skifer fra sand og grus), neutronstråling (bruges til at måle porøsitet), lydhastighed (bruges bl.a. ved dybdekonvertering af seismiske data) og elektrisk ledningsevne (bruges til at skelne mellem porer fyldt med saltvand og med olie/gas). I dag er disse metoder blevet raffinerede og der er udviklet nye typer geofysiske logs, som i større detalje beskriver de gennemborede lag. Desuden kan man i dag logge borehullet mens man borer det, idet log-udstyret er placeret lige over borehovedet og sender data (trådløst?) op til overfladen.

#### Borehulsstabilitet
En af de store udfordringer ved de dybe boringer som skal til for at nå ned i kulbrintereservoirerne i flere km dybde er, at borehullet kan blive ustabilt under eller efter borearbejdet. Materiale fra løse, ustabile bjergarter i borehulsvæggen kan falde ind i borehullet og udvide det, og evt. blokere det længere nede med nedfaldet materiale. Omvendt kan skifer- eller saltlag pga. det høje tryk i den store dybde blive presset ind i borehullet, så dets diameter bliver mindre. Det sidste skyldes oftest enten, at der i borehulsvæggen opbygges store ændringer i spændingsfordelingen, pga. den aflastningen af spændingen, som borehullet frembringer, eller at man borer gennem svellende ler eller skifer, som optager væske fra boremudderet og udvider sig, sveller. Problemet afhjælpes normalt ved, at man ved gennemboring af strækninger med vanskelige bjergarter er omhyggelig med at bore på en hensigtsmæssig måde og bruger en passende slags boremudder, som fx har så høj densitet at den stabiliserer borehulsvæggen.

#### Vandrette boringer
De danske skrivekridt-reservoirer er så impermeable og finkornede, med porestørrelser på typisk 5-25 mikrometer, at det ofte er svært at hente olie ud, selv om reservoirerne er fyldt med olie. Man har derfor udviklet teknikken med vandrette boringer, hvor borestammen i en vis dybde kan drejes bort fra lodret, så man borer på skrå og senere vandret, eller endog lidt opad, gennem de olie- og gasførende lag. Når man borer på langs af laget, i stedet for på tværs af det, øges ydelsen væsentligt. Vandrette boringer har sammen med injektion af vand og gas øget indvindingsgraden, så den i visse danske oliefelter i 2009 var 36 %, mod gennemsnitlig 23 %. I den danske nordsø er reservoirlagene helt ned til 10 m tykke, og vandrette boringer spiller en stor rolle ved indvindingen. Den længste vandrette boring i dansk nordsø er 10 km, lavet i Halfdan-feltet.

### Produktionsteknik
Kulbrintereservoirernes permeabilitet, evne til at gennemstrømmes, er altafgørende for, hvor meget kulbrinte der kan produceres, idet jordens porer skal være tilpas store og desuden forbundet i et netværk, som råolien og naturgassen kan strømme gennem. Olie og gas forekommer sammen med vand, og når man begynder at indvinde olie fra en boring, strømmer olie, vand og gas i begyndelsen ubesværet hen mod borehullet, hvor det pumpes op. Herved falder trykket i reservoiret, hvilket er medvirkende til at olien udskilles i større dråber, som - fordi de er omgivet af vandlegemer med en overfladespænding - ofte er for store til at kunne passere gennem jordens fine porer, og så begynder olieydelsen at falde. Der er masser af olie, men størstedelen af den, typisk mere end 75 %, er fanget i de små porer, som såkaldt residual olie. For at øge olieudbyttet er der derfor udviklet en række teknikker, under et kaldet Enhanced Oil Recovery (EOR). Dels kan man øge trykket ved at pumpe (eller injicere) naturgas, vand  eller kuldixoid ned i reservoiret gennem naboboringer, og dels kan man tilføre reservoiret såkaldte detergenter, kemikalier der i stil med sæbe kan opløse olien og mindske overfladespændingerne mellem vand og olie, så olien kan bevæge sig. Kuldixoid virker også på denne måde.
En anden meget brugt måde at øge ydelsen fra et oliefelt på er ikke at nøjes med én boring, men at bore et antal boringer vifteformet ned i reservoiret, eventuelt afbøjet helt til vandret. Olien fra hver boring samles så på havbunden i en såkaldt manifold, hvorfra den gennem fleksible rørledninger, såkaldte risers, pumpes op til produktionsplatformen på havoverfladen.

#### Platformstyper
De første produktionsplatforme var bygget af stål, som dog havde begrænset bæreevne og var udsatte for korrosion og metaltræthed, som det bla sås ved ulykkerne med Sea Gem og Alexander Kielland-platformene som omtalt nedenfor. Til produktion fra Ekofisk-feltet byggede nordmændene en stor hul betonkasse, som placeret på havbunden brugtes til opbevaring af den producerede olie, indtil den kunne sejles bort med tankskibe. I 1973 forsynede man betonkassen med hule betonben og placerede produktionsplatformen ovenpå. Denne såkaldte condeep (concrete deep water structure) er senere blevet almindelig brugt på store vanddybder i Nordsøen, idet den både kan bruges til opbevaring af olie og gas og har meget stor bæreevne.
Op gennem 1980-erne faldt produktionen fra det norske Ekofisk-felt, og i 1987 begyndte man derfor at injicere vand ned i reservoiret for at øge trykket. Produktionen var herefter frem til begyndelsen af 2000-erne jævnt stigende. Den store produktion fra Ekofisk i den første årrække førte imidlertid til sammenpresning af reservoiret og lagene derover, op til 40 cm om året. Midt i 1980-erne var havbunden med produktionsplatformene sunket adskillige meter, hvorved platformene blev udsatte i tilfælde af stormbølger eller monsterbølger. Man iværksatte derfor en storstilet samtidig løftning på 6 m af de fem af Ekofisk-platformene, som var sammenbyggede. Operationen varede fire dage og blev afsluttet 17. august 1987. To år senere byggede man en bølgebryder af beton rundt om installationerne. Pga den fortsatte, men dog reducerede sammenpresning besluttede man at bygge en helt ny produktionsinstallation, som var sikret mod 20 m sætning, Ekofisk II som blev taget i brug i 1998. Både sammenpresningen og vandinjektionen har betydet, at produktionen fra Ekofisk var stabil gennem en årrække og først for nylig er begyndt at aftage.

### Sikkerhed
I Nordsøen er vejret omskifteligt og ofte dårligt, hvilket gør offshore arbejde både besværligt og farligt.

#### Alvorlige ulykker
Sea Gem var oprindeligt en stålpram på 5.600 tons, som BP i 1964 ombyggede til brug ved olieefterforskning. Herfra gjorde man i september 1965 ud for Lincolnshire det første britiske fund af gas i Nordsøen. 27 december samme år skulle platformen flyttes til en ny position, og i det blæsende vejr med høje bølger knækkede to af platformens ti ben under flytningen, så platformen kæntrede og 13 mand omkom. Senere undersøgelser konkluderede, at ulykken skyldtes metaltræthed i overgangen mellem ben og platform. Ulykken førte til, at man indførte nye sikkerhedsprocedurer. Bla skulle en platform herefter have tilknyttet en redningsbåd og ledes af en offshore installation manager med ansvar for besætningens sikkerhed, sundhed og velfærd.
Alexander L. Kielland var en flydende borerig bygget i 1976. Riggen blev senere ombygget til hotelplatform, med plads til 386 oliearbejdere. 27 marts 1980 lå den forankret med seks ankerkabler ved Edda 2/7C produktionsplatformen med 212 mand ombord. Vejret var dårligt, idet det blæste 21 meter pr sekund og der var 12 m høje bølger. Hen under aften lå lød der pludselig nogle skarpe smæld, hvorefter riggen straks fik 30° slagside. Fem af de seks ankerkabler var knækket, og da det sidste kabel knækkede en halv time senere, kæntrede riggen og sank, og 123 mand omkom. Årsagen fandtes at være revner i stålkonstruktionen pga nogle dårlige svejsninger. Dette var da Norges værste søulykke siden Anden Verdenskrig, og man besluttede bagefter at stramme procedurerne omkring kommandostruktur ved ulykker, idet mange kunne have været reddet i tiden før det sidste kabel knækkede.
Piper Alpha var en produktionsplatform indsat i 1976 i Piper-feltet nordøst for Aberdeen. Platformen var bygget til olieproduktion, men som led i den britiske regerings planer om at øge eksporten af naturgas blev platformen i slutningen af 1970-erne ombygget til at kunne håndtere både olie, kondensat og gas. Gennem rørledninger modtog man både olie og gas fra nabofelterne Tartan og Claymore, som sammen med Piper Alphas egen produktion af olie og gas blev sendt i land til olieterminalen Flotta på Orkney-øerne. I 1988 var man i gang med en større modernisering af Piper Alphas gasanlæg, et arbejde som foregik sideløbende med den daglige produktion af 120.000 tønder olie og 33 mio kubikfod gas. Piper Alpha stod på dette tidspunkt for 10 % af den britiske nordsø-kulbrinteproduktion, og det var en af Nordsøens største platforme.
Om morgenen den 6 juli 1988 blev en sikkerhedsventil i den ene af Piper Alphas to kondensatpumper taget ud til reparation. Da arbejdet mod forventning ikke var afsluttet og ventilen geninstalleret da natholdet tog over kl 18, skulle natholdets tilsynsførende informeres herom, med en instruks om at pumpen ikke måtte anvendes. Denne instruks gik imidlertid tabt. Da man så lidt i ti om aftenen fik tekniske problemer med den anden kondensatpumpe, besluttede arbejdslederen, efter at have tjekket papirerne, at skifte over til den første pumpe, dén uden sikkerhedsventil. Få minutter senere lækkede pumpen, gas strømmede ud og blev kort tid efter antændt. Herved skete der en voldsom eksplosion som ramte platformens kontrolrum og dræbte mange af de ledende medarbejdere, som befandt sig dér. Det lykkedes folkene på dækket at få lukket hovedventilerne, hvorefter man søgte hen til et brandsikret rum under helikopterdækket. Branden burde herefter kunne have været bragt under kontrol. Naboplatformene Tartan og Claymore fortsatte imidlertid med at pumpe olie og gas hen til Piper Alpha, idet man, trods det man kunne se branden, ikke havde bemyndigelse til at lukke for strømmen. En lille halv time efter den første eksplosion smeltede gasledningen på Piper Alpha med gas fra Tartan, hvorved 15-30 tons gas strømmede ud hvert sekund, og startede en kæmpebrand, som fuldstændig ødelagde platformen. 167 mand omkom, mens 61 overlevede. Mange druknede, da helikopterdækket med det brandsikrede rum knækkede af og faldt i havet. Flere kunne formentlig have været reddet hvis ikke det var fordi mange af de ledende ansatte i kontrolrummet blev dræbt ved den første eksplosion, så at der ikke var nogen til at koordinere redningsarbejdet.
Efter ulykken nedsattes en kommission til udregning af årsagerne, og dens rapport kritiserede olieselskabet Occidentals overordnede håndtering af sikkerhed på platformen, samt kom med 106 forslag til forbedring af sikkerhedsprocedurer.

#### Sikkerhedsprocedurer
Hvert af landene omkring Nordsøen har sit eget regelsæt for sikkerhed i forbindelse med offshore-installationer.
Som resultat af Piper Alpha-ulykken indførtes i 1993 et nyt sikkerhedsregelsæt i britisk nordsø, den såkaldte OSCR (Offshore Installations Safety Case Regulations). Her krævedes bl.a. at der for hver enkelt offshore-installation skulle udfærdiges separate sikkerhedsprocedurer. De nye procedurer førte til forbedret sikkerhed, men var ofte så firkantede og bureaukratiske, at mandskabet på platformene ikke følte, de blev taget nok med på råd. En revision i 2005 af OSCR rettede op på dette.

### Økonomi
Kulbrinteindvinding er et forretningsområde forbundet med store indtægter, men også store udgifter. Fra man iværksætter en efterforskning og til der begynder at komme indtægter fra salg af kulbrinteprodukter, kan der gå mange år, og aktiviteterne kræver derfor meget store investeringer. Aktiviteterne deles i
- upstream: efterforskning, udvikling af felt, produktion af olie og gas
- downstream: transport, raffinering, distribution og salg af færdige produkter

Specielt upstream-delen er forbundet med store risici, fx i form af ’tørre’ efterforskningsboringer, dvs boringer som ikke træffer kulbrinter. Gennem de sidste tre årtier af 1900-tallet var det, trods udvikling af mere raffinerede efterforskningsmetoder, stadig kun hver tredje efterforskningsboring som gav gevinst. Typiske omkostninger for en efterforskningsboring var i 1976 på 3,5 mio pund, i 1980 på 7 mio pund og i 1985 på 9 mio pund, sikkert også som følge af, at de ’lavthængende frugter’ blev plukket først, mens efterforskning efterhånden blev henvist til områder med mere komplekse geologiske forhold, ugæstfri vejrforhold og større vanddybde. Processen fra et fund er gjort og til feltet er udviklet til produktion kræver ligeledes store investeringer, således typisk for små felter 25 mio pund, mens store felter som fx det britiske Brent krævede investeringer for 3,5 mia pund. De svingende oliepriser udgør endnu en væsentlig risikofaktor.
Selvom det, i modsætning til forholdene i fx USA, er staterne rundt om Nordsøen som ejer naturrigdommene under havbunden i deres respektive økonomiske zoner, har alle landene valgt helt eller delvist at overlade kulbrinteindvinding og indtægterne herfra, normalt fraregnet en kulbrinteskat til staten, til private olieselskaber. Det største statslige økonomiske engagement ses i Norge, hvor det statslige olieselskab Statoil har 50 % andel i alle felter i norsk sektor. Omvendt har man i Storbritannien valgt udelukkende at bruge private operatører, bortset fra det statslige engagement i BP.
I 1986 var der i britisk sektor udstedt licenser til 169 firmaer, hvoraf dog kun de 75 var kommet i gang med produktion af kulbrinter. Størstedelen af produktionen var da koncentreret hos nogle få selskaber, og således stod Exxon, Shell, Elf og BP for halvdelen af produktionen. Blandt de store olieselskaber havde BP og Exxon omkring 1990 deres hovedaktiviteter i britisk nordsø, mens Amoco og Mobil hovedsageligt udvandt kulbrinter i norsk nordsø. I 1990-erne begyndte de nordeuropæiske regeringer at føre en mere liberalistisk politik, samtidig med at de internationale finansmarkeder blev mere ustabile og svingende. Dette førte til, at de store olieselskaber i Nordsøen begyndte at fusionere, således i 1998 BP og Amoco, og året efter Exxon og Mobil.
De faldende oliepriser i 1990-erne var med til at forstærke tendensen mod få, men store operatører, fx da det største private norske selskab Saga Petroleum i 1999 blev opkøbt af Norsk Hydro, hvis olieaktiviteter så senere i 2007 blev opkøbt af Statoil. Den hektiske periode i 1980-erne og 1990-erne betød dog også, at der fremkom et stort antal mindre virksomheder, som specialiserede sig i niche-ydelser inden for olieindustrien.
Efter årtusindskiftet er der stadig gjort nye fund, specielt i norsk sektor, men overordnet er produktionen af nordsøolie faldet markant, således i 2004 med 10 % og i 2005 med 13 %. Indtjeningsmæssigt er den faldende produktion op gennem 2000-erne blevet opvejet af de stærkt stigende oliepriser. Det store fald i olieprisen i 2014, bla foranlediget af en kraftigt voksende amerikansk produktion af skifergas, førte til en voldsom opbremsning i nye investeringer i nordsøolien, og visse analytikere mener, at olieindustrien her i værste fald kan være på vej mod en nedtur i stil med Lehman Brothers Bank under finanskrisen i 2008. Produktionsomkostningerne for en tønde nordsøolie er 12-15 $, mens de til sammenligning for en tønde olie fra Mellemøsten er omkring 2 $.[kilde mangler]
En endnu større udfordring for indvindingen af nordsøolie er den voksende bekymring mht. global opvarmning. I FN's Parisaftale fra december 2015 forpligtede alverdens lande sig til at begrænse udledning af fossil-CO2 og andre drivhusgasser, så at klodens temperatur ikke stiger med mere end 2° C. Olieselskaberne burde i yderste konsekvens heraf øjeblikkeligt indstille al indvinding af fossile brændstoffer, hvilket dog ville få katastrofale følger for branchen. I stedet ønsker man som minimum at fortsætte med at indvinde de kulbrintereserver, som er blevet påvist og udviklet og klargjort til produktion, for derved at få sine investeringsudgifter dækket. Der er dog langtfra enighed om, hvorvidt dette er foreneligt med FNs klimamål.

## Indvindingens historie og betydning
Ifølge FNs Havretskonvention har landene rundt om Nordsøen ejendomsret til råstoffer inden for de respektive landes eksklusive økonomiske zoner, som strækker sig indtil 200 sømil fra kysten. I løbet af 1960-erne delte Nordsølandene Nordsøen mellem sig efter midterlinjeprincippet. Norge og Storbritannien enedes ret hurtigt om deres grænsedragning, mens Danmark, Tyskland og Nederlandene var noget længere om at blive enige, og var nødt til at inddrage den Internationale Domstol i Haag. Afgrænsningen af den tyske zone, det såkaldte andenæb (Entenschnabel) er følgelig noget mere uregelmæssig end de øvrige nordsø-zonegrænser. Udover grænsedragningen er der ingen overordnede aftaler mellem landene mht indvinding og udnyttelse af nordsøolie, med undtagelse af den aftale, som Storbritannien og Norge indgik i 2005 vedrørende felter beliggende i begge lande.
Da man var blevet enige om grænserne mellem de forskellige landes zoner, begyndte regeringerne at udbyde efterforsknings- og indvindingslicenser til interesserede olieselskaber. Havbunden blev inddelt i blokke ud fra længde- og breddegrader, efter lidt forskellige retningslinjer i landene. Således underinddelte briterne deres 1° x 1° hovedblokke i 30 underblokke (hver på 10 breddeminutter x 12 længdeminutter), mens man i Norge inddelte i 12 underblokke (hver på 15 breddeminutter x 20 længdeminutter) og i Danmark i 32 underblokke (hver på 7,5 breddeminutter x 15 længdeminutter). Tyskland og Nederlandene brugte samme inddeling, med 18 underblokke (hver på 10 breddeminutter x 20 længdeminutter).
| Land           | Olie | Gas  | Kondensat mm |
| -------------- | ---- | ---- | ------------ |
| Storbritannien | 3,68 | 1199 | 0,49         |
| Norge          | 3,57 | 2822 | 0,27         |
| Danmark        | 0,24 | 163  | 0,04         |
| Tyskland       | 0,1  | -    | -            |
| Nederlandene   | -    | 4200 | -            |

I sidste halvdel af 1960-erne og begyndelsen af 1970-erne gjordes en række vigtige fund af olie og gas, men selskaberne var i begyndelsen tøvende med at investere i produktionsanlæg. Dette ændredes radikalt ad to omgange, nemlig oliekriserne i 1973 og 1979, som fik olieprisen til at stige fra knap 3 $ pr tønde til over 36 $ pr tønde, hvorefter indvinding af nordsøolie blev en særdeles god forretning.
| Land                                   | 1980      | 1990        | 2000        | 2010        | 2014        |
| -------------------------------------- | --------- | ----------- | ----------- | ----------- | ----------- |
| Storbritannien                         | 97,2 (-)  | 115,1 49,7  | 149,1 116,8 | 82,0 61,5   | 53,4 39,8   |
| Norge                                  | 30,7 (-)  | 100,2 28,2  | 194,8 90,3  | 124,6 148,8 | 110,2 154,6 |
| Danmark                                | 0,3 (-)   | 7,0 3,3     | 21,2 12,0   | 14,5 8,4    | 9,9 4,7     |
| Tyskland                               | (-) (-)   | (-) (-)     | 8,8 23,7    | 11,0 16,1   | 11,7 10,4   |
| Nederlandene                           | 1,8 (-)   | 6,3 76,4    | 5,1 72,6    | 3,5 88,7    | 4,6 70,3    |
| I alt olie (mio m3) I alt gas (mia m3) | 130,0 (-) | 228,6 157,5 | 379,0 315,3 | 235,6 323,4 | 189,9 279,9 |
| I alt olieækvivalenter                 | 130,0     | 386,1       | 694,3       | 559,1       | 469,8       |

### Storbritannien
Briterne vedtog i 1964 Continental Shelf Act, som udvidede kronens ret til britisk undergrund, herunder ret til at udstede licenser på efterforskning og indvinding, til at omfatte den britiske del af Nordsøen. Første licensrunde blev afholdt i 1964, og her blev der tildelt produktionslicens for 348 blokke. For at få tildelt en produktionslicens blev ansøgerne bedømt efter deres evne til at opfylde en række krav og kriterier, nemlig
- at gennemføre hurtig og effektiv efterforskning og økonomisk udnyttelse af kulbrinteforekomsterne
- at være forankret i Storbritannien, så overskuddet kunne beskattes her
- at udenlandske firmaer i rimeligt omfang skulle begunstige britiske olieselskaber i de respektive lande (gensidighedsprincip)
- arbejdets omfang og ansøgerens muligheder for at gennemføre det
- at bidrage til udvikling af ressourcerne i britisk nordsø og britisk energiforsyning generelt.

Efter 1994 brugtes et nyt sæt kriterier, tilpasset EU-lovgivningen, hvorefter ansøgeren skulle dokumentere
- sin økonomiske formåen med henblik på gennemførelsen af aktiviteterne
- sin tekniske formåen, delvist vurderet ud fra kvaliteten af de geovidenskabelige undersøgelser vedlagt ansøgningen
- sine aktiviteter i projektets opstart, herunder tiltag til miljøbeskyttelse
- at man i forbindelse med andre og tidligere licenser havde udvist passende effektivitet og ansvarlighed.

Det var i første omgang de mange gasfelter i den sydlige del af britisk nordsø som blev efterforsket og sat i produktion. I 1968 indviedes Bacton gasterminalen i Norfolk, hvortil gassen fra felterne førtes i land gennem rørledninger. Det første vigtige britiske fund uden for den karbone gasprovins var Arbroath-feltet i Centralgraven i 1969, mens det første felt som blev sat i produktion var det lille Argyll-felt i 1975. Senere samme år kom det store Forties-felt på grænsen til Moray Firth graven i produktion, efterhånden med fem platforme og en rørledning til Cruden Bay i Skotland. I 1976 begyndte produktion fra det store Piper-felt, som i 1978 var det første britiske felt som også leverede gas, gennem en stikledning til gasrørledningen fra det norske Frigg-felt til St. Fergus i Skotland. Rørledningerne gjorde det muligt også at udvikle mindre felter i Moray Firth-området.
I 1976 rykkede de britiske aktiviteter nordpå, idet produktion fra det meget vigtige Brent-felt i Shetland-bassinet begyndte, foruden Beryl-feltet i Viking graben. Olien fra Brent blev i begyndelsen sejlet med tankskib, men senere anlagdes en rørledning til Skotland. Gas fra felterne blev i begyndelsen pumpet tilbage i undergrunden, men senere ført til St. Fergus gennem nyanlagte vådgas-rørledninger. I samme område begyndte i 1978 produktion fra Ninian-feltet og i 1980 fra Murchison-feltet, sidstnævnte delvist på norsk område.
Som følge af Piper Alpha-katastrofen oplevede britisk kulbrinteproduktion omkring 1990 et dyk, fordi flere platforme blev lukket mens der blev installeret nye sikkerhedsventiler. I de følgende år gjordes mest små fund, som blev sat i produktion vha såkaldte subsea manifolds, som placeret på havbunden har til opgave at samle olie og gas fra flere brønde, inden den pumpes op til overfladen. De britiske felter indeholder en del såkaldt våd gas, hvoraf kan indvindes det benzin-lignende kondensat. I takt med at efterspørgslen efter vådgas-produkter steg, blev en række sådanne felter sat i produktion, således i 1988 North Brae, i 1993 Bruce og Everest, i 1997 Erskine og i 1998 Britannia. Nogle britiske felter indeholder svær, tykflydende olie, men kun meget få er i produktion, såsom Captain der begyndte produktionen i 1997.

#### Atlanterhavet og Irske Hav
I løbet af 1980-erne gjordes der kun få og små nye fund af kulbrinter i Nordsøen. Teknologiske landvindinger mht offshorekonstruktioner havde dog gjort det muligt at indvinde olie og gas fra store vanddybder, og ligesom man i norsk sektor rettede opmærksomheden mod det dybere Norskehav, begyndte man i britisk sektor at interessere sig for mulige felter i Atlanterhavet vest for Skotland, som har en lignende geologisk baggrund. Allerede i 1977 fandt man på forholdsvis lavt vand 75 km vest for Shetlandsøerne Clair-feltet, som dog ikke i første omgang var økonomisk interessant. I 1990 opdagede man på 500 m vand 190 km vest for Shetlandsøerne Foinaven-feltet, og tre år senere ikke så langt derfra Schiehallion-feltet. Produktion af olie og gas fra de to felter begyndte i hhv 1997 og 1998, mens produktion fra Clair-feltet begyndte i 2005.
De kulforekomster, som var baggrund for tidligere tiders kulbrydning i det nordvestlige England og Wales, fortsætter ud under Irske Hav, hvor de bla er dækket af porøse sandsten fra Trias. I farvandet ud for Liverpool er der i disse lag fundet flere olie- og gasfelter, bla Hamilton, Douglas og Lennox.

#### Energiforsyning
Frem til begyndelsen af 1960-erne var Storbritannien i kraft af sine kulminer stort set selvforsynende med energi, men herefter begyndte man i stigende grad at importere kullene. Dette var begyndelsen til en langvarig nedtur for britisk kulminedrift, som i dag kun bidrager marginalt til energiforsyningen. Nordsøolien medførte, at Storbritannien omkring 1981 igen blev selvforsynende med energi, og i 1985 producerede landet 15 % mere energi end det forbrugte. Siden 2006 har briterne dog igen måttet importere energi.[kilde mangler] I 1984 stod nordsøolien for 7 % af den britiske BNP, et tal som frem mod årtusindskiftet stabiliserede sig omkring 2 - 2,5 %. I 1998 var ca. 350.000 arbejdspladser direkte eller indirekte tilknyttet den britiske olieindustri.

#### Skotland
Nordsøolien har især haft samfundsmæssig betydning i Skotland, som i 1960-erne, i stil med Norge, var i økonomisk tilbagegang. De mange oliefelter i Moray Firth og East Shetland bassinet gjorde Aberdeen til hovedby i den britiske olieindustri, og Skotland oplevede større vækst end det øvrige Storbritannien. Frem til 1960-erne var ønsket om skotsk selvstændighed, især fremført af Scottish National Party, strandet på manglende økonomiske muligheder for det nye land. Nordsøolien førte op gennem 1970-erne til en genopliven af selvstændighedsbevægelsen, og partiet førte i disse år valgkamp under sloganet It’s Scotland's oil, idet man anførte at 90 % af de britiske nordsøfelter lå ud for Skotland og derfor tilhørte Skotland. Den britiske regering henholdt sig til folkeretten, hvorefter felterne tilhørte hele Storbritannien.
Efter at Skotland fik sit eget parlament og sin egen regering i 1999, er en stor del af skatteindtægterne fra nordsøolien tilfaldet denne regering. De faldende oliepriser de senere år har dog ført til et dramatisk fald i de skotske skatteindtægter fra olien, fra 11,6 mia pund i 2008-9 til 1,8 mia pund i 2014-15 og til blot 60 mio pund i 2015-16. I 2015-16 stod de skotske felter for 96 % af olie- og kondensatproduktionen og 60 % af gasproduktionen i Storbritannien.

#### Beskatning
Overordnet set skal den britiske regerings beskatning af indtægter fra nordsøolien dels opmuntre til indvinding af ressourcerne og dels sikre, at den britiske stat modtager en passende del af indtægterne. Skiftende forhold har bevirket, at lovgivningen med jævne mellemrum er ændret. I begyndelsen bestod beskatningen af en 12,5 % afgift på selve de producerede kulbrinter samt en 50 % virksomhedsskat. I sammenligning med andre olieproducerende lande gav dette imidlertid for små indtægter, og i 1975 indførtes en Petroleum Revenue Tax (PRT), som beskattede overskuddet fra de enkelte kulbrintefelter med 45 %, dog lavere for små og mindre rentable felter. Mht virksomhedsskat blev olieselskabernes nordsøaktiviteter indhegnet, så underskud fra andre steder ikke kunne modregnes i beskatningsgrundlaget. Oliekrisen i 1979 medførte voldsomt stigende oliepriser, og samme år hævedes PRT-skatten til 60 %, og til 70 % i 1982. I 1981 og 1982 opkrævedes desuden en 20 % tillægsafgift.
De høje skatter var en tiltrængt indsprøjtning til den anstrengte britiske nationaløkonomi i disse år, men de medvirkede også til at sænke antallet af nye projekter i britisk nordsø. I 1983 blev PRT-skatten derfor lempet og delvist omlagt til også at omfatte rørlednings-infrastrukturen og kapitalbevægelser, fx ved salg af produktionsudstyr. Dette førte til fornyet aktivitet op gennem 1980-erne, men i begyndelsen af 1990-erne var det efterhånden kun små nye felter man fandt, og indtægterne fra PRT-skatten faldt dramatisk og var i 1991-1992 negative. Dette skyldtes både den lave oliepris og at olieselskaberne var begyndt at placere deres indtægter i felter som var fritaget for PRT-skat, mens udgifter blev placeret i skattepligtige felter. I 1993 sænkede den britiske regering PRT-skatten fra 75 % til 50 % og afskaffede den for nye felter, hvilket igen øgede aktivitetsniveauet. I 2002 indførte regeringen en ny 10 % afgift på kulbrinteindtægterne, mens man sænkede kapitalbeskatningen ved nye investeringer.

### Norge
Den første norske licensrunde blev afholdt i 1964, og her blev der udstedt licens for 78 blokke. I 1967 var Balder-feltet det første norske felt som blev fundet. Dette fund blev i slutningen af 1969 efterfulgt af Ekofisk-feltet, som året efter viste sig at være et stort fund. I 1970 blev der gjort flere fund i nærheden af Ekofisk. Norsk olieproduktion begyndte i 1971, fra Ekofisk-feltet. I begyndelsen fragtedes olien væk med tankskib, men i 1975 kunne man tage Norpipe-rørledningen til Teesside i det nordøstlige England i brug. En anden Norpipe-rørledning førte fra 1977 tørgas fra Ekofisk til Emden i Tyskland, så der blev åbnet for eksport af norsk gas til det europæiske kontinent.
Frigg-gasfeltet blev opdaget i 1971 og sat i produktion i 1977, efter at en tørgas-rørledning var anlagt til St. Fergus i Skotland. Det kæmpestore Statfjord-felt ligger på begge sider af grænsen mellem norsk og britisk territorium, men hele produktionen varetages af tre store condeep-strukturer på norsk territorium. Da produktionen fra Statfjord begyndte at gå ned i midten af 1990-erne, benyttede man den overskydende kapacitet til behandling af kulbrinter fra nabofelter såsom Snorre.
Udviklingen af Troll-feltet var i 1990-erne et af verdens største energiprojekter, som bl.a. omfattede den kolossale Troll A condeep-struktur. Gas fra Troll blev i begyndelsen, fra 1991, ikke ført i land, men injiceret tilbage i havbunden ved Oseberg-oliefeltet, så olieproduktionen herfra kunne øges. Produktion af kommerciel gas og olie fra Troll begyndte i 1996, og specielt olieindvindingen gav udfordringer. Olien forekommer nemlig i tre udbredte, men tynde lag på hhv. 22-24 m, 12-14 m og op til 4 m tykkelse, som oprindeligt ikke blev anset for økonomisk interessante. Olien indvindes vha. et system af vandrette boringer, som udgår fra en produktionsplatform.
I 2007 angav det norske Oljedirektorat de oprindelige norske oliereserver til 4,60 km3, hvoraf de 2,78 km3 var indvundet, svarende til 60 %. Den samlede norske kulbrinteproduktion, inklusive områderne uden for Nordsøen, toppede i 2004 med 264 mio. Sm3 olieækvivalenter, men var i 2015 faldet til 230 mio.
Norsk olieindustri er centreret i Stavanger, hvor det første olieselskab i sin tid indlogerede sig i en nedlagt fiskefabrik. Siden har byen gennemgået en rivende udvikling, hvor en lang række olieselskaber har bygget kontorer, foruden en række firmaer som fabrikerer og vedligeholder offshore-installationer. Man har i Norge tradition for, at store opgaver lægges ud til mange underleverandører, som det også gjaldt Gullfaks-produktionsplatformen: her indgik bygherren Statoil ikke mindre end 1.700 kontrakter med forskellige underleverandører.

#### Norskehavet og Barentshavet
I de norske havområder uden for Nordsøen, dvs. nord for 62° N, viste seismiske undersøgelser i 1970-erne muligheder for kulbrinteplays. Havdybden er her væsentlig større end i Nordsøen, typisk 200-300 m, og havbunden er opbygget af tykke sedimentlag. Disse er i tidens løb blevet gennemsat af store forkastninger, bl.a. i forbindelse med at Atlanterhavet begyndte at dannes ved pladetektonisk spredning i Paleogen. Langs med forkastningerne kan der opsamles kulbrinter, og i 1981 gjordes det første norske fund uden for Nordsøen, i form af Åsgard-feltet ca. 200 km nordvest for Trondheim. Senere har man i samme område fundet de store oliefelter Heidrun og Draugen, foruden gasfelterne Tyrihans og Ormen Lange.
Også i Barentshavet nord for Norge er der gjort fund, nemlig i 1984 gasfeltet Snøhvit og i 2000 oliefeltet Goliat.

#### Statsligt engagement
Den norske stats økonomiske engagement i nordsøolien var i begyndelsen minimal, men efter anden udbudsrunde i 1969 ændredes dette, idet man nu begyndte at arbejde for en stor statslig tilstedeværelse, ikke blot mht. opkrævning af kulbrinteskatter, men især ved aktivt at deltage i efterforskning og indvinding. Til dette formål oprettedes i 1972 det statsejede olieselskab Statoil, som gennem lovgivning fik 50 % andel af alle norske indvindingslicenser. Norsk startkapital i projekterne blev i begyndelsen ydet af de deltagende norske firmaer, men fra 1977 begyndte Statoil også at investere, og fra 1979 stod Statoil selv for alle norske investeringer. Den norske stats indtægter fra nordsøolien steg i disse år fra 19 mia. NOK i 1980 til 47 mia. NOK i 1985.[kilde mangler] Også i Statoil blev der opsamlet store værdier, og staten valgte i 1984 at overføre en stor del heraf til en nyoprettet investeringsfond, Statens direkte økonomiske engasjement (SDØE), som herefter ejede 30 % af den norske stats 50 % andel, mens Statoil beholdt de 20 %. Det var også Statoil, som drev SDØE. Fra 1987 begyndte SDØE at finansiere omkostninger til efterforskning, samtidig med at udenlandske olieselskaber slap billigere mht. licensafgifter. Da Statoil i 2001 blev delvist privatiseret, blev driften af SDØE overladt til et nyt statsligt forvaltningselskab, Petoro.
Fra 1990 blev den norske stats nettoindtægter fra kulbrinteindvindingen hvert år overført til den dertil oprettede Statens Petroleumsfond, som i 2006 blev omdøbt til Statens Pensjonsfond Utland og i daglig tale kaldes Oljefonden. Fondens midler bruges til at dække eventuelle underskud på det norske statsbudget, idet staten hvert år må hæve op til 4 % af fondens værdi. I begyndelsen opkøbte fonden hovedsagelig obligationer, men fra 2007 investeredes 60 % af fondsmidlerne i udenlandske aktier, fra 2010 også i fast ejendom. Fondens formue er i årenes løb vokset dramatisk, fra 48 mia. NOK i 1996 til 7.475 mia. NOK i 2015, svarende til 1,4 mio. NOK pr norsk indbygger. I 2009 var fonden Europas største aktieejer, idet den ejede 1,78 % af alle europæiske aktier. I 2016 ejede oliefonden 1,3 % af alverdens aktier og 2,5 % af de europæiske, og den norske regering overvejede at øge aktieandelen til 70%.
Finanskrisen i 2008 ramte oliefonden hårdt, med tab på over 600 mia. NOK, men fra 2010 begyndte fondens formue igen at vokse. Det kraftige fald i olieprisen i 2014 betød endnu et tilbageslag for norsk økonomi, og den norske stat tog det år 188 mia. NOK ud af fonden til at dække statens budgetunderskud.

#### Beskatning
Frem til 1975 opkrævede den norske regering en licensafgift på 10 % af den producerede kulbrintes værdi, men det år indførtes, i stil med den engelske PRT-skat, en yderligere særskat på 25 %. I 1979 blev særskatten hævet til 35 %, men i 1986 sænket til 30 %. 1986 var også året, hvor beskatningen af udenlandske olieselskaber blev mere rimelig, så den i højere grad svarede til beskatningen af norske firmaer. Det blev desuden muligt at trække visse produktionsomkostninger fra i beskatningsgrundlaget, og licensafgift for gas og kondensat blev afskaffet. I 1991 indførtes en fossil-CO2-skat beregnet ud fra udledning af fossil-CO2. I 1992 hævedes særskatten fra 30 % til 50 %, mens virksomhedsskatten blev sænket fra 51 % til 28 %. Fradragene blev samtidig ændret, så man nu hvert år i 6 år kunne trække 5 % af investeringerne fra. Dette blev senere ændret til 7,5 % om året i 4 år.

### Danmark

#### Felter
I Danmark valgte man allerede i 1962 at give rederiet A.P. Møller eneret til indvinding i den danske del af Nordsøen. A.P. Møller havde ingen erfaring med olieindvinding og dannede derfor sammen med det amerikanske Gulf Oil Company og det hollandsk-engelske Shell Dansk Undergrunds Konsortium (DUC), som lige siden har stået for hovedparten af produktionen af dansk nordsøolie, med olieselskabet Maersk Oil som operatør. I 1966 gjorde konsortiet det første oliefund, i form af det lille Anne-felt (senere omdøbt til Kraka), og i 1972 påbegyndtes olieproduktion fra Dan-feltet, som skulle vise sig at blive det største danske oliefelt. Men der påvistes også store gasforekomster, især i Tyra-feltet, og den danske regering oprettede derfor i 1972 det statslige olieselskab Dansk Olie- og Naturgas A/S (DONG), som i 1976 indgik aftale med DUC om køb og distribution af naturgas fra Nordsøen.
Efter den anden oliekrise i 1979 besluttede den danske regering at anlægge et system af rørledninger over hele landet, hvorigennem nordsøgassen kunne distribueres ud til forbrugerne. Dette meget store anlægsprojekt blev påbegyndt af DONG i 1980, og i 2014 bestod det af et hovednet på 925 km stålrør (transmissionsnettet) og et undernet på 2.590 km stålrør (distributionsnettet). Derudover er der nedgravet 15.612 km plastrør til distribution af naturgassen ud til brugerne.
I 1984 blev der både anlagt en olieledning og en gasledning fra de danske nordsøfelter til den jyske vestkyst, og samme år blev det danske naturgasnet taget i brug. 1984 var også året, hvor DONG begyndte eksport af dansk naturgas til de tyske energiselskaber Ruhrgas og BEB (som indtil da i nogle år havde forsynet sønderjyderne med naturgas gennem det nyanlagte distributionsnet), mens gaseksport til Sverige begyndte året efter. I 1998 blev en ny gasledning anlagt fra Syd Arne-feltet over Harald-feltet til den jyske vestkyst, og hermed kom transportkapaciteten op på ca. 40 mio. m3 om dagen.
I stil med hvad der skete med det norske Ekofisk-felt i 1980-erne er havbunden ved det vigtige danske Tyra-felt i de senere år sunket ind med 5 meter. Produktionsplatformenes sætninger er så store, at de af sikkerhedsmæssige grunde må lukkes ned og renoveres i slutningen af 2018 indtil 2022, hvilket anslås at koste op mod 30 mia DKK.
DONG meddelte i marts 2016, at selskabets projekt til 12 mia. DKK med udvikling af olie- og gasproduktion fra Hejre-feltet bliver forsinket pga. tekniske problemer med installation af produktionsplatformene. Hejrefeltets idriftsættelsestidspunkt er derfor udskudt fra 2017 til 2021.
Det 4 km dybe Ravn Oliefelt til 1,5 milliarder kroner har omkring 2 millioner kubikmeter olie, og er dermed blandt de mindste danske felter. Det åbnede i 2017, og ejerne Wintershall og Gazprom meldte i marts 2022 at feltet lukkes og ikke udbygges.
| Felt               | Opdaget | Produktion begyndt | Olie (mio. m3) | Gas (mia. Nm3) |
| ------------------ | ------- | ------------------ | -------------- | -------------- |
| Dan                | 1971    | 1972               | 110,3          | 24,2           |
| Gorm               | 1971    | 1981               | 61,2           | 15,8           |
| Halfdan            | 1968    | 1999               | 68,7           | 28,4           |
| Harald             | 1980    | 1997               | 8,1            | 22,9           |
| Roar               | 1968    | 1996               | 2,6            | 15,0           |
| Siri               |         |                    | 12,2           | 1,4            |
| Skjold             | 1977    | 1982               | 46,0           | 3,8            |
| Syd Arne           |         |                    | 24,7           | 6,0            |
| Tyra               | 1968    | 1984               | 28,4           | 94,1           |
| Valdemar           | 1977    | 1993               | 11,1           | 5,5            |
| Alle danske felter |         |                    | 405,2          | 231,0          |

#### Energiforsyning
Danmark blev hårdt ramt af den første oliekrise i 1973, idet landets energiforsyning på den tid var baseret på olie, hvoraf 93 % blev importeret fra Mellemøsten. DUC begyndte produktion af nordsøolie i 1972, men op gennem 1970-erne var produktionen stadig beskeden. I 1974 nedsatte den danske regering en arbejdsgruppe som skulle vurdere koncessionshaverens virksomhed, og gruppen konkluderede, at DUC burde have iværksat en indvinding af gas og kondensat fra sine fund. Handelsministeriet brugte konklusionen til at kræve nye forhandlinger med DUC, som i 1976 førte til en ny aftale. DUC lovede at iværksætte gasproduktion, så man bla undgik at afbrænde gassen på oliefelterne, og tilbyde en del af gassen til DONG.
Efterhånden som der fra omkring 1980 med udviklingen af felterne Gorm og Skjold for alvor kom gang i produktionen af olie og gas, steg selvforsyningsgraden dramatisk, fra 5 % i 1980 til 52 % i 1990. Siden slutningen af 1990-erne har Danmark været selvforsynende med energi, og i 2001 produceredes 37 % mere end der blev forbrugt. Ligesom andre steder i Nordsøen er den danske produktion dog faldende, og i slutningen af 2010-erne må landet formentlig igen importere energi. Med de nuværende reserver af olie og gas formodes produktionen dog at kunne opretholdes frem mod 2035, med en årlig produktion på omkring 10 mio m3 olie og 4 mia m3 gas.
Da produktionen i dansk nordsø toppede omkring 2005, var der op mod 30.000 beskæftigede i branchen. I 2020 beskæftigede branchen alene i Esbjerg omkring 9.000 mennesker.
| Reserver    | Olie (mio m3) | Gas (mia Nm3) |
| ----------- | ------------- | ------------- |
| Sikre       | 78            | 16            |
| Potentielle | 82            | 64            |
| I alt       | 160           | 80            |

#### Beskatning
Som eneoperatør i dansk nordsø betalte DUC de første mange år en afgift på 8,5 % af værdien af de producerede kulbrinter. Da der efter DUCs afgivelse af områder i begyndelsen af 1980-erne blev udstedt licenser til andre operatører, krævede den danske stat en 20 % andel af de nye felter, gennem det statslige olieselskab DONG, en andel som kunne øges, hvis felterne blev kommercielle. Foruden dansk selskabsskat betalte aktørerne fra 1982 en kulbrinteskat på 70 %, som dog siden 1985 pga kulbrintefradraget ikke har givet noget provenu, som omtalt nedenfor.
Den danske stats håndtering af indvindingen af nordsøolie, herunder især reglerne for beskatning, har jævnligt været udsat for kritik. Kritikken har mest drejet sig om A.P. Møllers og DUCs eneretsbevilling og statens påståede lempelige behandling af DUC mht skatteopkrævning, og den var især ophedet i årene omkring 1980, hvor der for alvor begyndte at komme gang i den danske produktion af nordsøolie. Da Anker Jørgensens SV-regering i 1979 forhandlede en aftale på plads mellem DUC og DONG om bla levering af naturgas, havde regeringen og oppositionen accepteret DUC's krav om, at alle denne aftales enkeltheder af konkurrencehensyn skulle forblive fortrolige. Først efter at venstresocialisten Preben Wilhjelm, støttet af også den borgerlige presse havde krævet større åbenhed, blev aftalen med bilag fremlagt til gennemsyn i tre dage for Folketingets medlemmer, som dog hverken måtte kopiere eller afskrive. Wilhjelm brød denne klausul, og hans notater udgjorde en betydelig del af grundlaget for et tv-dokumentarprogram, som oprullede historien bag A.P. Møllers koncessionsrettigheder for den danske undergrund. Programmet, som blev sendt under den anden oliekrise i november 1979, mens prisen på importeret råolie fortsat steg måned for måned, vakte en del offentligt postyr og var i høj grad med til at vende opinionen til fordel for en revision af koncessionsaftalen med DUC. Sammen med indførelsen i april 1982 af kulbrinteskat på fortjenesten af salg af olie og gas fra Nordsøen udgjorde regeringens aftale med DUC i 1981 en betydelig ændring af A.P. Møllers eneretsbevilling fra 1962 og af den genforhandlede koncessionsaftale fra 1976. 1981-aftalen sikrede staten større indtægter fra og større kontrol med den hastigt voksende olie- og gasindvinding, og aftalen bidrog dermed i de følgende år og årtier til at lindre og gradvis ophæve de tunge betalingsbalance- og gældsproblemer, som siden 1970'ernes begyndelse havde belastet samfundsøkonomien.
I modsætning til den gængse procedure, nemlig at udbyde relativt afgrænsede havområder i relativt afgrænsede tidsrum i åben konkurrence mellem private olieselskaber, valgte den danske stat som sagt i 1962 at give ét selskab, A.P. Møller, eneretsbevilling til hele den danske undergrund for en periode på 50 år. Først i 1976, i forbindelse med forhandlinger om produktion og leverance af naturgas, enedes man om at DUC skulle afgive eneretten, dog ikke for deres kommercielle felter, foruden det såkaldt sammenhængende område (contiguous area) bestående af 9 licensblokke. I 1982 begyndte DUC at afgive områder, og den danske regering kunne derfor i 1983 afholde sin første licensrunde, hvor der tildeltes 16 licenser for områder på i alt 9.250 km2. Siden er der afholdt yderligere seks licensrunder, senest i 2013, og tildelt ca. 100 licenser. I de tidligere DUC-områder er der udført mere end 60 efterforskningsboringer og gjort syv kommercielle fund.
Efter den anden oliekrise indførte den danske stat som sagt i 1981 en særlig kulbrinteskat på 70 %, som sammen med den almindelige selskabsskat bragte marginalskatten på indvinding af nordsøolie op på over 80 %. De forventede skatteindtægter herfra udeblev dog stort set, hvilket skyldtes at man samtidig indførte et særligt, og i international sammenhæng enestående gunstigt, kulbrintefradrag for olieselskabernes investeringer, et fradrag på 25 % om året i 10 år, i alt 250 %.
I 2000 nedsatte Poul Nyrup Rasmussens SR-regering et udvalg som skulle foretage et såkaldt serviceeftersyn af den danske kulbrintebeskatning. Udvalget afgav betænkning i efteråret 2001, og her konkluderede man, at der var et stort hul i loven, som burde lukkes. Man foreslog at omlægge beskatningen efter norsk model, og indføre et neutralt beskatningsprincip, som kun beskattede overnormal forrentning af investeringerne. Fik olieselskaberne et lavere afkast end markedsrenten, fik de til gengæld ret til et skattemæssigt underskud, som enten kunne videresælges til andre olieselskaber eller direkte blive udbetalt. Staten skulle således påtage sig risikoen for et lavt afkast. Til gengæld beskattedes en systematisk overnormal forrentning af egenkapitalen relativt hårdt. Ifølge kulbrintebeskatningsudvalget skulle marginalskatten være 84%.
SR-regeringen tabte imidlertid folketingsvalget i 2001, og den nye VK-regering valgte ikke at anvende kulbrintebeskatningsudvalgets model. I stedet foreslog den nye regering en model, som gav staten en væsentlig mindre andel af overskuddet ved høje oliepriser. (Og høje oliepriser var netop hvad man oplevede i de næste mange år, helt frem til efteråret 2014.) Forslaget blev vedtaget ved et smalt forlig mellem regeringen, Dansk Folkeparti og De Radikale, og for at undgå at senere alternative folketingsflertal skulle ændre beskatningen, blev lovforslaget i stedet for den sædvanlige genforhandlingsklausul forsynet med en kompensationsklausul, en type klausul som er usædvanlig i både dansk og vestlig retshistorie. Samtidig blev DUCs koncession, som stod til at udløbe i 2012, forlænget med 30 år til 2042. Oppositionen ønskede efter lovens vedtagelse afholdt en offentlig høring om forløbet, og på den såkaldte Nordsøhøring 9. december 2003 på Christiansborg diskuterede man både de usikre fremtidsperspektiver og hvordan den kontroversielle klausul skulle tolkes, idet den bla indeholdt en passus med ordlyden ”Statens almindelige beskatningsret berøres ikke af denne aftale.”
Pga den omfattende og årelange indvinding havde installationerne på Tyra-feltet i midten af 2010-erne efterhånden sat sig fem meter, så at sikkerheden begyndte at komme i fare, i stil med det som skete i 1980-erne på det norske Ekofisk-felt. I 2016 begyndte forhandlinger mellem den danske regering og DUC om renovering af Tyra-feltet, og i marts 2017 vedtog Folketinget en aftale, hvorefter DUC lovede at investere op mod 30 mia kr i renoveringen, mod at slippe omkring 5 mia kr billigere i skat over en årrække.
I 2012 gik den danske stat gennem Nordsøfonden aktivt ind i DUC, med 20 % ejerandel. Den danske stats samlede indtægter ved olie- og gasindvinding udgjorde i 2011 omkring 30 mia. DKK, et beløb som i 2016 bl.a. pga. de faldende oliepriser var faldet til omkring 2 mia. DKK.
Den danske stats samlede skatteindtægter fra nordsøolie siden begyndelsen i 1966 udgjorde i 2016 ca. 400 mia. DKK, mens olieselskabernes fortjeneste efter skat lå på omkring det halve heraf. Ifølge Energistyrelsen udgjorde den danske stats samlede indtægter i perioden 1972-2019 fra skatter, afgifter og medejerskab af gas- og oliefelter 541 mia. DKK.

### Tyskland
I det nordlige Tyskland er der gennem mere end 150 år foregået indvinding i mindre skala af olie og gas. I tysk nordsø indvindes der dog i dag kun fra to felter, nemlig fra Mittelplatte-feltet i Vadehavet tæt på Schleswig-Holsteins vestkyst (firmaet RWE-DEA AG) og fra feltet A6/B4 i det smalle tyske strøg midt i Nordsøen mellem dansk og nederlandsk sektor (firmaet Wintershall AG). Den årlige tyske produktion er 20 mia m3 gas og 3 mio tons olie (eller ca. 3,5 mio m3). Den tyske nordsøolie-industri beskæftiger ca. 6.500 mennesker.
Mittelplatte blev opdaget i 1980 og sat i produktion i 1987, mens A6/B4 blev opdaget tilbage i 1974 og sat i produktion i 2000. Olien fra Mittelplatte blev frem til 2005 sejlet i land med skibe, hvorefter en knap 10 km lang rørledning ind til Dieksand på kysten har sørget for transporten. Gassen fra A6/B4 feltet føres i rørledning ind i nederlandsk sektor og gennem det nederlandske gasnet til raffinaderiet Den Helder.
Mittelplatte-feltet ligger midt i et naturreservat, og de magtfulde tyske miljømyndigheder og miljøorganisationer har været med til at sikre, at den tyske olie- og gasproduktion foregår med minimal påvirkning af miljøet. Det vand der produceres sammen med kulbrinterne, pumpes tilbage i undergrunden. Øvrigt spildevand fra platformen sejles i land i tanke, og regnvand som falder på platformen ledes kun ud i havet hvis det overholder grænseværdierne. Hvert år gennemgår platformen en miljøprøvning.
Tyskland producerer selv hhv 20 % og 2 % af sit forbrug af gas og olie, mens resten må importeres: i 2005 stod kulbrinter fra Norge og Storbritannien for tilsammen 28 % af det tyske energiforbrug, fra Rusland kom 34 %, mens 23 % kom fra OPEC-landene.

#### Østersøen
I 1977 fandt man ved seismiske undersøgelser et oliefelt i den vestlige del af Østersøen ud for feriestedet Schwedeneck lidt nord for Kiel i Schleswig-Holstein. I årene 1984-2000 produceredes der fra de to platforme Schwedeneck-See A og B i alt 3,5 mio. tons olie.

### Nederlandene
Fundet af det store Groningen-gasfelt i 1959 i det nordøstlige Nederlandene var startskuddet til Nordsø-olieeventyret. Produktion fra Groningen begyndte i 1963, ved operatøren Nederlandse Aardolie Maatschappij BV (NAM). De første år hentedes årligt 100 mia. m3 gas op fra undergrunden under Groningen, men senere blev produktionen reduceret. Efter oliekrisen i 1973 besluttede den nederlandske regering nemlig at iværksætte efterforskning og indvinding af gas fra de mange små forekomster ud for den nederlandske kyst, så man kunne spare på gasreserverne fra Groningen og gemme dem til fremtiden. Man har senere i de små felter fundet gasreserver på ca halvdelen af Groningen-feltets, og i dag står de små felter for ca. 30 % af produktionen, som føres i land til det store gas-raffinaderi ved Den Helder. Groningen-feltet står for de øvrige 70 % af produktionen, og det indeholder stadig omkring 40 % af sine oprindelige reserver på svimlende 2.800 km3.
Naturgassen gjorde Nederlandene til netto-eksportør af energi, hvilket førte til økonomisk opblomstring inden for energisektoren og beslægtede sektorer. Imidlertid kom den øvrige nederlandske industri efterhånden i økonomiske vanskeligheder, kendt som den hollandske syge, idet gaseventyret fik den nederlandske valuta til at stige så meget i værdi, at eksporten led skade. Desuden pressede de høje lønninger inden for energisektoren det øvrige arbejdsmarked, også med uheldig virkning på konkurrenceevnen. Beskæftigelsen blev også ramt, idet mange af jobbene inden for energisektoren ikke krævede særlig uddannelse og derfor blev besat med importeret arbejdskraft.[kilde mangler]

## Miljøproblemer
Skadelige miljøpåvirkninger som følge af indvindingen af nordsøolie skyldes hovedsageligt olieudslip. Disse falder i to grupper, dels store, men tidsbegrænsede udslip fra uheld på platforme eller forliste tanskibe og dels vedvarende, men meget mindre udslip som følge af små lækager og lignende i platformenes produktionsanlæg. Sidstnævnte bidrager årligt med ca. 9.000 liter olie til Nordsøens havmiljø. De fleste olieplatforme ligger så langt fra land, at det ikke er olie derfra som forårsager de jævnligt tilbagevendende episoder med tilsvining af strande og olieindsmurte fugle; dette skyldes i stedet hovedsageligt ulovlige tømninger af tanke på handelsskibe, som sejler langs kysterne. Desuden har udvindingen efterladt tusindvis af stykker udstyr, og der kan være store omkostninger i at fjerne det.

### Alvorlige udslip
I april 1977 skete der et blowout på den norske Ekofisk Bravo platform, hvorved 100.000 tønder olie strømmede ud i havet.
Da Piper Alpha platformen i juli 1988 eksploderede og dræbte 167 oliearbejdere, skete der samtidig et massivt udslip af olie med alvorlige følger for havmiljøet.[kilde mangler]
Under en meget voldsom storm i januar 1993 stødte tanskibet Braer på grund ved Shetlandsøerne, og en last af olie fra Gullfaks-feltet slap ud i havet. Gullfaks-olien er dog tyndtflydende og lettere nedbrydelig end sædvanlig nordsøolie, og dette førte, i kombination med det meget voldsomme vejr som fortsatte i dagene efter grundstødningen, til at olien blev fortyndet så meget, at miljøpåvirkningen kun blev moderat.

### Brent Spar
Brent Spar, eller Brent E, var en oliebøje, en stor flydende beholder til opbevaring af produceret olie, som afventer at blive lastet på tankskib. Brent Spar blev bygget i 1976 og kunne rumme 300.000 tønder olie. Da olie fra Brent-feltet i løbet af 1980-erne i stigende grad blev ført med rørledning til Sullom Voe olieterminalen på Shetlandsøerne, blev oliebøjen efterhånden overflødig. Den britiske regering godkendte i 1995 olieselskabet Shells plan om at dumpe oliebøjen på dybt vand i Atlanterhavet vest for Skotland.
Dette fik miljøorganisationen Greenpeace til at iværksætte en omfattende mediekampagne mod planerne, et tidligt eksempel på en shitstorm, og repræsentanter fra Greenpeace bordede oliebøjen og opholdt sig på den i mere end tre uger. Kampagnen førte til en boykot af Shells tankstationer i flere lande, bl.a. Danmark, og i Tyskland blev en tankstation tilmed udsat for brandattentat. Pga. den store medieomtale aflyste Shell dumpningen og bugserede i stedet oliebøjen til en norsk fjord, men hævdede samtidig at dumpningsløsningen både mht. havmiljø og arbejdsmiljø var den bedste løsning. Senere måtte Greenpeace erkende, man havde fejlvurderet mængden af restolie i oliebøjen, som viste sig at indeholde ca. 50 tons olie, mod de af Greenpeace påståede 5.500 tons. I 1999 blev Brent Spar hugget op og dele af bøjen blev genanvendt til norske havnekonstruktioner.

## Vedvarende energi
Som verdens øvrige kulbrinteforekomster er nordsøolien fossilt brændsel, og dermed hovedansvarlig for global opvarmning. Gennem de seneste mange år har man derfor diskuteret, hvorledes indvinding af nordsøolie gennem grøn omstilling kan erstattes med vedvarende energi.

### Havvindmøller
Da produktionen af nordsøolie omkring årtusindskiftet begyndte at stagnere, begyndte flere af landene omkring Nordsøen, med Danmark som foregangsland, at opstille havvindmøller i vindmølleparker (OWF - offshore wind farms). Nordsøens første havvindmøllepark var Horns Rev I ud for Esbjerg, opført i 2002. Siden da er der især i den engelske del af Nordsøen opført et stort antal havvindmølleparker, og flere er på vej, også i den tyske del af Nordsøen.
Den tekniske fremgangsmåde for disse store anlægsaktiviteter til havs bygger i høj grad på de erfaringer, man tidligere har opnået i forbindelse med olie- og gasproduktion.

### Bølgeenergi
Siden februar 2010 har et 600 kW bølgeenergianlæg fra firmaet Wave Star installeret ud for kysten ved Hanstholm leveret elektricitet til det danske elnet.

### Udfasning af nordsøolien
Den voksende bevidsthed om den globale opvarmnings skadelige indflydelse har verden over fået en lang række institutioner og selskaber til at satse på vedvarende energi. I efteråret 2016 vurderede den store internationale investeringsfond Black Rock, at 500 investeringsselskaber med samlede værdier for 23,8 trillioner DKK har lovet at holde op med at investere i virksomheder der indvinder fossile brændstoffer.
I Nordsøen er der dog stadig investeret betydelige beløb i produktionen af kulbrinter, og den danske regering fremlagde i juli 2017 en ny strategi på området, som dels konstaterede, der fortsat er betydelige kulbrintereserver i dansk nordsø, dels lagde op til øget indvinding, bl.a. gennem lempelse af kulbrintebeskatningen i perioden 2017-2025.

#### Danmark
Med stort flertal vedtog Folketinget 3. december 2020 en aftale om totalt stop for indvinding i dansk nordsø af gas og olie i 2050, en aftale der også ventedes at lægge pres på andre store europæiske olieproducerende lande som Norge og Storbritannien, der i 2019 producerede hhv. 17 og 11 gange så meget olie som Danmark.

## Diverse
Familien Andersen (?) udviklede i 1981 en lakridsbitter, verdens første, som man lancerede på det danske marked i 1982 og på baggrund af det danske olieeventyr i Nordsøen gav navnet Nordsøolie, senere ændret til Nordsø Bitter, og med mottoet: Den er raffineret. Produktionen blev senere overtaget af Danisco og i 2008 af franske Pernod & Ricard, som lod bitteren udgå af varesortimentet. I 2014 købte familien Andersen produktet tilbage, og bitteren blev i 2016 relanceret på det danske marked, hvor den forhandles af firmaet Hela Wine & Spirits.

### Kulbrinteindustri
Boreplatform

Baltic Pipe

Olieraffinaderi

Tankstation

### Olieselskaber
BP

DONG Energy

DUC

Statoil ASA

### Kulbrinteprodukter
Råolie

Benzin

Dieselolie

Fyringsolie

Naturgas

Terpentin

Tjære

### Bøger
- Michel T. Halbouty (1979): Giant Oil and Gas Fields of the Decade: 1968–1978. American Association of Petroleum Geologists, Memoir 30, ISBN 978-1-62981-184-0
- Michel T. Halbouty (1991): Giant Oil and Gas Fields of the Decade: 1978–1988. American Association of Petroleum Geologists, Memoir 54, ISBN 978-1-62981-108-6
- Glennie, K.W. (1998): Petroleum Geology of the North Sea: Basic Concepts and Recent Advances. 4. udgave, Blackwell Publishing. ISBN 978-0-632-03845-9
- D. Evans, C. Graham, A. Armour, A and P. Bathurst (red., 2003): The Millennium Atlas - petroleum geology of the central and northern North Sea. Geological Society of London, Geological Survey of Denmark and Greenland, Norwegian Petroleum Society, 389 sider, ISBN 1-86239-119-X (Denne meget store bog måler 43 x 60 x 5 cm (højde x bredde x tykkelse) og vejer 9,6 kg)
- Jerome D. Davis (red, 2006): The Changing World of Oil: An Analysis of Corporate Change and Adaptation. Ashgate Publishing, 216 sider, ISBN 0-7546-4178-3
- Morten Hahn-Pedersen (2016): Mærsk Olie og Gas - fra danske til internationale operationer. Gyldendal Business, 554 sider, ISBN 978-87-02-15652-2

### Nyt fra GEUSogGeovidennumre
- Kai Sørensen: Olie og gasefterforskning i Nordsøen. Nyt fra GEUS, 1996, nr. 2 & 3, 16 sider Arkiveret 7. november 2017 hos  Wayback Machine
- Finn Jakobsen m.fl.: Valdemar feltet - en reservoirgeologisk undersøgelse. Nyt fra GEUS, 2003, nr. 1, 20 sider Arkiveret 7. november 2017 hos  Wayback Machine
- Niels Peter Christensen m.fl.: Geologisk lagring af CO2 - et bidrag til fremtidens klimapolitik. Nyt fra GEUS, 2004, nr. 2, 16 sider Arkiveret 5. december 2016 hos  Wayback Machine
- Ole Rønø Clausen m.fl.: Olie og gas i dansk undergrund. Geoviden, 2013, nr. 1, 20 sider

### Om geologi
- Glennie, K.W. (1998): Petroleum Geology of the North Sea: Basic Concepts and Recent Advances. 4. udgave, Blackwell Publishing. ISBN 978-0-632-03845-9
- Peter Frykman (1999): Indvinding af olie fra de danske kalkfelter. Fra GEUS årsrapport 1999 Arkiveret 28. december 2016 hos  Wayback Machine

### Om dansk nordsø
- Koncessionsområder i dansk nordsø 2012
- Operatører og licenser i dansk nordsø 2012
- Center for Olie og Gas – DTU
- Energistyrelsen (2014): Danmarks olie- og gasproduktion, årsrapport Arkiveret 29. november 2016 hos  Wayback Machine
- Nordsøfondens årsrapport 2016 Arkiveret 20. februar 2019 hos  Wayback Machine

### Om sikkerhed
- Piper Alpha Disaster, video på Youtube (varighed 8:40)
- Alexander Kielland ulykken, video på Youtube (varighed 2:29)
- The world's worst offshore oil rig disasters